# Hannah Montana: The Movie
Hannah Montana: The Movie là phiên bản điện ảnh của series phim dài tập trên kênh Disney Hannah Montana, được chiếu tại các rạp phim. Phim bắt đầu được khởi quay vào tháng tư, 2008, phần lớn tại Columbia, Tennessee và Los Angeles, California và hoàn thành vào tháng bảy, 2008. Phim đã công chiếu tại Mỹ ngày 10 tháng 4 năm 2009, đã khởi chiếu vào ngày 1 tháng 5 năm 2009 tại Anh và Úc vào ngày 25 tháng 6 năm 2009. Tại Việt Nam, phim ra mắt khán giả ngày 5 tháng 6 năm 2009 với cùng tên gọi. Miley bị đề cử một Giải Mâm xôi vàng cho diễn viên nữ chính tồi nhất.

## Nội dung
Miley Stewart (Miley Cyrus) đã quá mệt mỏi với sự nổi tiếng của Hannah Montana. Tại sinh nhật thứ 16 của Lily, Miley bị buộc phải đến với tư cách của Hannah Montana và biểu diễn bài "Let's Get Crazy", việc này khiến Lily giận Miley vì mọi người thay vì chú ý đến Lily trong buổi sinh nhật của chính mình thì lại quay sang chú ý đến cô bạn thân Hannah Montana. Sau khi sự việc con gái "Hannah" tranh giành một đôi giày với Tyra Banks đưa lên báo, Robby Ray (Billy Ray Cyrus) đánh lừa đưa cô con gái của mình để về quê, Crowley Corners, Tennessee để thấy được những điều gì thật cần thiết trong cuộc sống của cô. Khi Miley hỏi về việc Hannah Montana sẽ không còn, bố của cô bảo rằng hãy hỏi ông sau hai tuần nữa.
Trong thời gian lưu tại đây, Miley dành nhiều thời gian bên cạnh Lily nhưng tốn rất nhiều thời gian để thích nghi với cuộc sống tại một nông trại.
Cả Miley và Robbie Ray đều có người yêu tại đây: bạn cũ của Miley là Travis Brody (Lucas Till) và của Robby Ray là Loralei (Melora Hardin). Bên cạnh đó, ông Granger (Peter Gunn), một phóng viên người Anh muốn vạch trần bí mật của Miley. Travis đã biết được bí mật của Miley khiến Miley suy nghĩ rất nhiều. Cuối cùng, Miley tiết lộ mình là Hannah Montana nhưng được mọi người xem giữ kín bí mật để cô tiếp tục biểu diễn. Ông Granger đã định thông báo thông tin này, nhưng trước sự hâm mộ cuồng nhiệt của 2 cô con gái đến tận nơi xem Hannah Montana biểu diễn, ông đã quyết định từ bỏ.

## Diễn viên
- Miley Cyrus trong vai Miley Stewart/Hannah Montana[5]
- Emily Osment trong vai Lilly Truscott[5] - bạn thân của Miley
- Mitchel Musso trong vai Oliver Oken[5] - bạn thân của Miley
- Jason Earles trong vai Jackson Stewart[5] - anh trai của Miley
- Billy Ray Cyrus trong vai Robby Stewart[5] - bố của Miley
- Moises Arias trong vai Rico[5]
- Melora Hardin trong vai Loralai[1][6]
- Margo Martindale[1] trong vai Ruby - bà của Miley
- Barry Bostwick[1]
- Peter Gunn[1] trong vai ông Granger - phóng viên người Anh muốn làm lộ bí mật của Miley/Hannah
- Lucas Till trong vai Travis Brody[7] - Bạn cũ của Miley ở Tenessee
- Vanessa L. Williams[1] - vai Vita - người quản lý của Hannah Montana
- Tyra Banks - vai chính cô ấy
- Beau Billingslea trong vai thị trưởng

### Vai nhỏ
- Steve Rushton trong vai chính anh - vai ca sĩ hát ở sinh nhật thứ 16 của Lilly
- Taylor Swift[8] trong vai cô gái hát ở buổi từ thiện của Crowly Corners.
- Marcel[9]
- Rascal Flatts[9] trong vai chính anh - vai họ hàng của nhà Miley ở Tenessee.
- Bucky Covington[9]
- William Gentner[10]

## Ngày công chiếu
| Trình chiếu       | Trình chiếu      | Trình chiếu | Trình chiếu | Trình chiếu |
| Quốc gia          | Thời gian        |             | Quốc gia    | Thời gian   |
| ----------------- | ---------------- | ----------- | ----------- | ----------- |
| Chile             | 28 tháng 4, 2009 | Hàn Quốc    | 28 tháng 5  |             |
| Canada            | 10 tháng 4       | Đức         | 04 tháng 6  |             |
| Mỹ                | 10 tháng 4       | Malaysia    | 04 tháng 6  |             |
| Philippines       | 22 tháng 4       | Brasil      | 05 tháng 6  |             |
| México            | 30 tháng 4       | Bulgaria    | 12 tháng 6  |             |
| Việt Nam          | 5 tháng 6        | Indonesia   | 17 tháng 6  |             |
| Ba Lan            | 01 tháng 5       | Pháp        | 17 tháng 6  |             |
| Colombia          | 01 tháng 5       | Peru        | 18 tháng 6  |             |
| Ecuador           | 01 tháng 5       | Singapore   | 18 tháng 6  |             |
| Ireland           | 01 tháng 5       | Uruguay     | 19 tháng 6  |             |
| Malta             | 01 tháng 5       | Úc          | 25 tháng 6  |             |
| Na Uy             | 01 tháng 5       | New Zealand | 02 tháng 7  |             |
| Phần Lan          | 01 tháng 5       | Rumani      | 03 tháng 7  |             |
| Thuỵ Điển         | 01 tháng 5       | Bỉ          | 08 tháng 7  |             |
| Vương quốc Anh    | 01 tháng 5       | Hà Lan      | 09 tháng 7  |             |
| Ý                 | 01 tháng 5       | Séc         | 09 tháng 7  |             |
| Trinidad & Tobago | 06 tháng 5       | Venezuela   | 10 tháng 7  |             |
| Tây Ban Nha       | 08 tháng 5       | Paraguay    | 10 tháng 7  |             |
| Đan Mạch          | 08 tháng 5       | Slovakia    | 16 tháng 7  |             |
| Đài Loan          | 09 tháng 5       | Bồ Đào Nha  | 30 tháng 7  |             |
| Panama            | 15 tháng 5       | Hồng Kông   | 13 tháng 8  |             |
| Thổ Nhĩ Kỳ        | 15 tháng 5       | Bolivia     | 20 tháng 8  |             |
| Argentina         | 21 tháng 5       | Thái Lan    | 15 tháng 10 |             |
| Ai Cập            | 27 tháng 5       |             |             |             |

## Sản xuất
Trong quá trình thực hiện bộ phim, đã có một tại nạn xảy ra tại trường quay ở Tennessee, một cơn gió mạnh đã húc đổ màn hình chiếu vào đám đông diễn viên phụ nhưng may mắn là không có ai bị thương.
Các ngôi sao như Taylor Swift và rocker người Anh Steve Rushton cũng xuất hiện trong bộ phim và hát bài hát cho phim.
Để phục vụ cho website chính thức của phim trong tương lai, hãng phim Walt Disney đã mua những tên miền "Hannah Montana: The Movie": "Family Reunion", "Welcome Home", "Off the Charts", "Ultimate Choice", "Where It All Began", "Cross-Country Adventure", và "Old Friends, New Beginnings".
Tháng 7, 2008, phim hoàn thành phần quay phim và bắt đầu làm hậu kỳ.

## Phát hành
Tháng 12, 2008, phim được xếp hạng G bởi MPAA.
15 tháng 1 năm 2009, trailer cùng với áp phích của phim được ra mắt.
16 tháng 2 năm 2009, video bài hát The Climb và Hoedown Throwdown được ra mắt trên kênh Disney.
Một trò chơi dựa theo phim cũng sẽ được phát hành vào ngày 7 tháng 4 năm 2009, ba ngày trước khi phim ra mắt (chơi được với PlayStation 3, Xbox 360, Nintendo DS, Wii, Microsoft Windows, và điện thoại di động)
10 tháng 4 năm 2009, phim chính thức chiếu ở các rạp của Mỹ.

## Nhạc phim
Nhạc phim ra mắt ngày 24 tháng 3 năm 2009
Nhạc phim ban đầu được viết bởi ứng viên giải Oscars - Alan Sivestri, ông đã sáng tác được bài Butterfly Fly Away trước khi phải ra đi vì bị trùng thời gian với phim G.I. Joe: The Rise of Cobra - phim mà ông của đã ký kết hợp đồng, tiếp tục chiếc ghế của ông là John Debney. Soundtrack của phim gây ngạc nhiên cho nhiều người vì chỉ đứng vị trí thứ 2 bảng xếp hạng Billboard 200 với 137.592 bản trong tuần đầu tiên và sau đó tụt xuống hạng 5, cuối cùng thì sau vài tuần, soundtrack phim đã đứng hạng nhất Billboard Top 200 và hạng nhất Các album nhạc đồng quê. Nhiều bài hát từ soundtrack của phim lọt vào bảng xếp hạng Billboard Hot 100, đó là: "The Climb", "Hoedown Throwdown", "Let's Get Crazy", "You'll Always Find Your Way Back Home", "Butterfly Fly Away","Let's do this" và "Crazier".

## Đón nhận

### Doanh thu
Bộ phim gây ấn tượng khi ra mắt ở vị trí thứ nhất bảng xếp hạng với khoảng 17,4 triệu USD, vượt quá mong đợi của Walt Disney Pictures. Kết thúc cuối tuần đầu tiên của phim, Walt Disney đã thu về được 32.324.487 USD từ bộ phim, hơn 5,2 triệu USD so với Fast and Furious và áp đảo đối thủ trực tiếp là Dragonball Evolution khoảng 30 triệu USD, trở thành bộ phim có doanh thu 3 ngày cuối tuần cao nhất Bắc Mỹ.

### Phê bình
Bộ phim được đánh giá 46% (vào ngày 11 tháng 4 năm 2009) trên trang Rotten Tomatoes

### Giải thưởng
- MTV Movies Awards 2009
  - Nữ diễn viên có diễn xuất đột phá (Miley Cyrus) - Đề cử
  - Bài hát hay nhất trong phim (The Climb) - Đoạt giải
- Teen Choice Awards 2009
  - Nữ diễn viên yêu thích cho phim ca nhạc/nhảy (Miley Cyrus) - Đoạt giải
  - Nam diễn viên yêu thích cho phim ca nhạc/nhảy (Jason Earls, Lucas Till) - Đề cử
  - Gương mặt mới được yêu thích (Emily Osment) - Đề cử
  - Phim ca nhạc/nhảy được yêu thích nhất - Đề cử
  - Nhạc phim được yêu thích nhất - Đề cử
  - Đĩa đơn được yêu thích nhất (The Climb) - Đoạt giải
  - Màn "khóa môi" được yêu thích nhất (Miley Cyrus và Lucas Till) - Đề cử
  - Phim dành cho trẻ em ấn tượng nhất - Đoạt giải